# Habenaria elatius
Habenaria elatius är en orkidéart som beskrevs av Henry Nicholas Ridley. Habenaria elatius ingår i släktet Habenaria och familjen orkidéer. Inga underarter finns listade i Catalogue of Life.